# Cucullia rivulorum
Cucullia rivulorum är en fjärilsart som beskrevs av Achille Guenée 1852. Cucullia rivulorum ingår i släktet Cucullia och familjen nattflyn. Inga underarter finns listade i Catalogue of Life.